# 黄村文阁塔
黄村文阁塔，位于中国广东省河源市东源县黄村镇下七村，为东源县的一个县级文物保护单位，类型为古建筑，公布时间为1986年3月。
黄村文阁塔的历史年代为民国。